# Stenostomum nipense
Stenostomum nipense är en måreväxtart som först beskrevs av Attila L. Borhidi och Onaney Muñiz, och fick sitt nu gällande namn av Attila L. Borhidi och M.Fernández Zeq.. Stenostomum nipense ingår i släktet Stenostomum och familjen måreväxter. Inga underarter finns listade i Catalogue of Life.